# Revol porcelaine
 (octobre 2023).
 (février 2023).
Revol Porcelaine est une entreprise française de l'art de la table, installée dans la Drôme. Elle a toujours été détenue et dirigée par la famille Revol, devenue Passot par mariage. Fondée en 1768, sa longévité lui permet de faire partie de l'Association des Hénokiens.

## Métiers
Revol porcelaine conçoit, produit et commercialise des plats, des assiettes et autres articles d'art de la table en porcelaine culinaire. Elle a pour clients les professionnels tels que les restaurants gastronomiques.
Elle produit une porcelaine culinaire de qualité. Il s’agit d’un des seuls fabricants à produire une pâte, la barbotine, à partir de kaolin pur, de feldspath et de silice, qui utilise 8 tonnes de matière chaque journée. L’entreprise fait preuve d’une créativité constante qui lui a permis de tenir son rang face à la concurrence incessante depuis le XIXe siècle jusqu'à aujourd'hui. L’ensemble des modèles et des moules sont créés et produits sur place. L’usine dépasse 1,5 ha et emploie presque 200 personnes. Quatre millions de pièces sont produites chaque année et vendues dans 84 pays. Les procédés de fabrication se sont modernisés au fil du temps. À partir de 1903, en réaction à la grève des ouvriers, Revol invente la technique du coulage d'une pâte plus fluide dans des moules réalisés en plâtre, ce qui simplifie considérablement la fabrication des pièces. Les premiers objets fabriqués ainsi présentent parfois un défaut : la suture des parties gauche et droite est visible par un petit bourrelet qui n'a pas été suffisamment aplani.
Aujourd’hui, la fabrication Revol répond aux besoins des chefs de cuisine et démarre par le modelage de pièces travaillées pour obtenir une matrice sculptée à la main utilisée pour la fabrication des moules en plâtre. Les pièces sont produites par coulage ou par calibrage ; le vernissage ou émaillage est obtenu par vaporisation ou trempage d’une couche d’émail (poudre ou liquide) transformée après cuisson en un film vitrifié. La cuisson est réalisée dans un four tunnel de 70 m de longueur ou un four classique pendant 9 heures à 1 320 °C.

## Historique
Il est possible de remonter l'histoire de la branche drômoise de la famille Revol jusqu'à Louïs Revol (1664-1709), né et décédé à Saint-Vallier et marié à Catherine Tinel, elle-même issue d'une famille de cette localité. Ces deux noms sont associés dans le Dauphiné à des potiers, des faïenciers et des marchands. C'est le deuxième enfant du couple, Jean-Baptiste Revol, qui aura une importante descendance dans la fabrication de faïences.

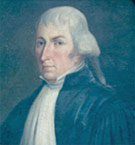
Joseph-Marie Revol (1772-1844) fonde une fabrique l'année de la Révolution où il développe des grès fins émaillés.
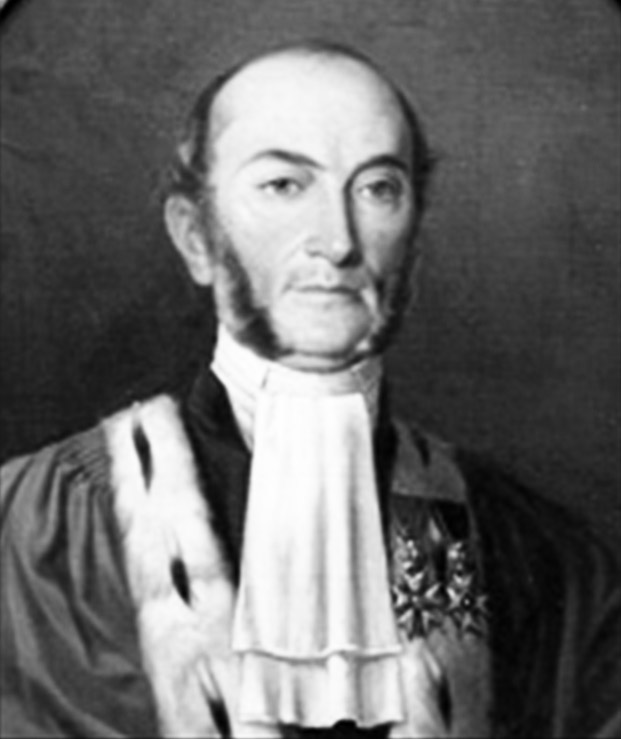
Gustave Revol (1806-1861) hérite de l'usine de son père Joseph-Marie Revol.

Jean-Baptiste Revol (1702-1757) s'associe à son frère et à un ouvrier faïencier de Ponsas ; il travaille à Montpellier, puis à Lyon. Comme son père, il se marie à une fille issue d'une grande famille de potiers. C'est son fils Pierre Revol (1742-1785) qui poursuit la branche et qui retournera s'installer dans la Drôme. Pierre se marie à la fille d'un faïencier à Ponsas et il y réalise toute sa carrière. Lorsqu'il meurt à 43 ans, son fils Joseph-Marie Revol (1772-1844) a 13 ans ; il est le chef de file de la famille.
À l'époque de sa création, la famille Revol est déjà dans le métier, en tant que maître-faïencier, à Lyon. En 1768, Pierre Revol vient s'installer dans le Nord  Drôme, à Ponsas afin de s'unir à Magdeleine Carrier (1748-1833), elle-même issue d'une longue lignée de faïenciers. Le lieu de son installation n’est pas uniquement motivé par un retour au berceau familial, il est également justifié par la nature du sol : des argiles et des sables de qualité, mais surtout des gisements de kaolin, qui permettent la fabrication de pièces plus résistantes allant au feu. À la mort de Pierre, deux des fils, Joseph-Marie et Nicolas, reprennent le flambeau. Ils découvrent dans la commune de Saint-Barthélemy-de-Vals, au lieu-dit Douévas, une carrière de sable kaolino-feldspathique qui leur permet de créer deux fabriques de grès fins à Ponsas vers 1800, puis à Saint-Uze. Les frères Revol s’associent au chimiste M. Raymond pour fabriquer des ustensiles de cuisine et de chimie, dont des creusets, qu’on achetait alors en Allemagne. Cette terre d’acier est rendue complètement imperméable par un début de vitrification. On en fait des ustensiles hygiéniques (appellation « porcelaine hygiénique », « hygiocérame »). Cette première céramique Revol créée par Raymond et produite à partir de 1800 est d'un blanc grisâtre opaque, sans couverte, seulement traitée au sel en fin de cuisson. Cette production de la manufacture de Ponsas est constituée de creusets pour la chimie, de cruches à bière, de bouteilles à encre et d'ustensiles de pharmacie. Ce grès est réfractaire, il résiste aux chocs thermiques et aux attaques chimiques.
Ponsas est le berceau de l'industrie de grès fins de Saint-Uze et la famille Revol forme la plupart des ouvriers qui établiront des usines concurrentes. Mais cette concurrence a toujours existé, y compris avant la découverte du kaolin dans la région. Dès le XVIIIe siècle, selon Roland Laplaud, le village de Ponsas regroupe plus d'une dizaine de poteries, mais aussi des tuiliers, des briqueteries et des faïenciers dont les ateliers se jouxtent. Les fumées des fours alimentés au bois, puis au charbon, gênent les fabriques mitoyennes. Le préfet règlemente la construction des fours et leur transformation, par exemple celle d'un four à poterie en un four à grès plus polluant. Les risques d'incendie sont très grands en raison des murs mitoyens contre lesquels les fours sont adossés. Lorsqu'un fabricant demande l'autorisation de construction ou de transformation d'un four au préfet, ses concurrents, ou plus largement la population du village, rédigent une pétition pour tenter d'en interdire la réalisation, sous prétexte de risques d'incendie et de pollution, alors que la concurrence commerciale est également un souci réel.
Roland Laplaud a récemment localisé le site de la première fabrique Revol à Ponsas après des recherches aux Archives départementales. Des vestiges des fours sont encore visibles dans le jardin de la maison privée établies ultérieurement. M. Laplaud a eu l'immense joie de découvrir une vieille malle dans le grenier contenant des registres de clients des années 1840 de toute la France et mentionnant des ventes de briques, cruches, gargoulettes, marabouts, cafetières, chocolatières, cocottes, pots à lait, bertons, écuelles lorraines, veilleuses, mortiers, barils, et pots divers.
La fabrique de Ponsas devient rapidement trop exiguë. Une partie de la manufacture est transférée à Saint-Uze en 1800 sur des terres appartenant au beau-père de Joseph-Marie, Jean-Aymard Raymond, maire de Saint-Uze. La production se diversifie avec des ustensiles culinaires blancs ou d’un beau brun (hygiocérame). Elle est appelée porcelaine brune ou porcelaine de ménage. L’exposition de Paris de 1806 prime ces produits pour la qualité de leur émail et leur  solidité.

Revol produit également pour la distillerie Ravel (Liqueurs de Saint-Galmier) une large gamme de mignonnettes, flacons publicitaires contenant une dose unique de liqueur, de formes variées, (personnages, véhicules, pichets). Des céramistes comme François Labbé déclinent ainsi des créations très personnalisées.
Les produits Revol sont également présentés avec succès à l’Exposition Industrielle de Paris de 1834. Toutefois, cette production de grès fin est marquée en France à cette époque par des difficultés, par rapport à la situation en Angleterre, comme le coût des salaires, des combustibles, du transport des matériaux jusqu'aux lieux de production. Mais Joseph-Marie fait face aux difficultés. Il est nommé maire de Saint-Uze par le préfet en 1825. Il s'installe avec sa famille dans le château de son beau-père décédé, le château de Montgenlier, qui devient propriété de la famille Revol. Après sa mort en 1844, deux de ces fils reprennent les manufactures de Ponsas (Jean-Joseph Adolphe Revol : marque Adolphe Revol & fils)et de Saint-Uze (Gustave Revol).
Gustave Revol (1806-1861) poursuit la tradition familiale, il fait aménager un système de chauffage sophistiqué dans son château, et devient maire de Saint-Uze en 1860, mais décède l'année suivante. La société Gustave Revol, Père et fils est reprise par son fils Hector.
Hector Revol (1836-1901), maire de Saint-Uze, augmente le nombre de fours de la manufacture. Il crée un syndicat patronal et siège à la Chambre de Commerce de Valence. Il soutient la création d’une compagnie des chemins de fer de la Drôme. Il fait construire la terrasse de son château de Montgenlier qui abrite en dessous une orangerie. Il aide ses ouvriers à accéder à la propriété. Son fils Louis-Gustave Revol (1867-1934) reprend l'entreprise familiale en 1901. En 1903, à la suite d'une grève, la technique du coulage (dans des moules) est adoptée. Louis-Gustave se retire à 44 ans. Son beau-frère, Fernand Loire, et son neveu Jean Bourgogne, petit-fils d'Hector, deviennent associés dans l'entreprise familiale. Jean Bourgogne laisse ensuite la société à son gendre, André Passot, qui utilise ses fonds pour soutenir l'entreprise dans laquelle il devient majoritaire. Elle revient ensuite à son fils et son petit-fils, Bertrand Passot et Olivier Passot.

## Grève de Saint-Uze de 1903

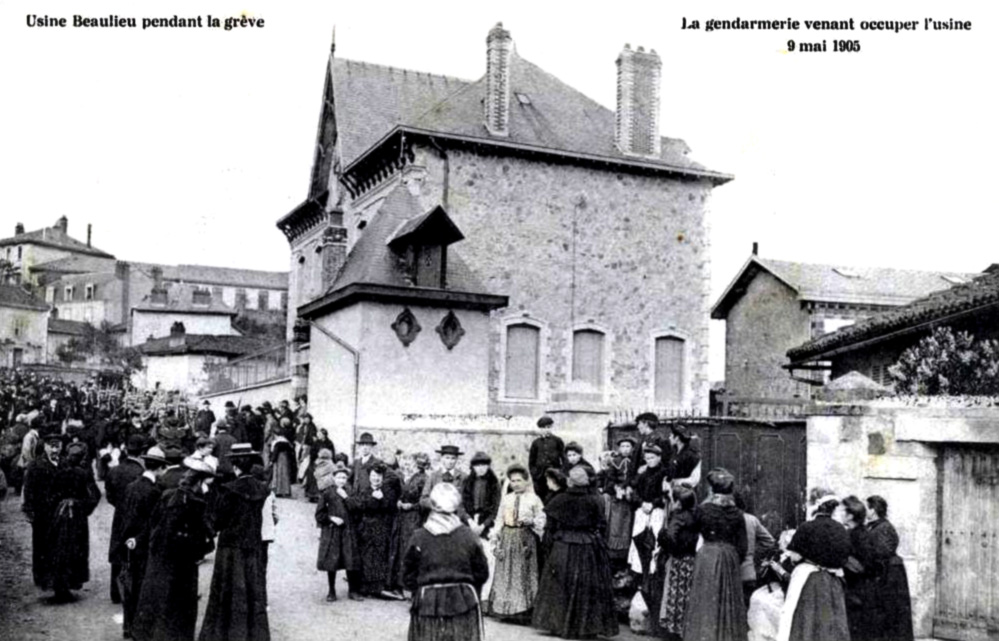
A Limoges, comme à Saint-Uze en 1903, des grèves ouvrières éclatent, le parti communiste et les syndicats ouvriers font le plein d'adhésions.

Le 30 avril 1903, le commandant de gendarmerie de Saint-Vallier informe le préfet de la grève des 120 employés de l’usine Revol à Saint-Uze. Revol a licencié un jeune ouvrier pour la lecture de « La libre pensée ». Revol assure la paye des grévistes pour le mois en cours et les grévistes ne demandent aucune augmentation de salaire, ni le licenciement des dénonciateurs de l’ouvrier licencié.
Revol ferme cependant son usine, avec le soutien des journaux de droite et du clergé. Les ouvriers défilent tous les jours en chantant « L’internationale » ou « La carmagnole » et les gendarmes doivent protéger le presbytère. Cette grève dure quatre mois. Elle a débuté en juin, au moment où le travail ne manque pas dans les champs. Ces petits paysans sont proches des communistes.

Les autres patrons, Abel Delaunay et Louis Michon ne soutiennent pas Gustave Revol, bien au contraire. Michon, maire de Saint-Uze, paraît au contraire soutenir la grève. Delaunay embauche du personnel qualifié de chez Revol et devient le principal concurrent de l’entreprise. Aux élections, la commune vire pour longtemps au parti communiste. Cette grève s’est caractérisée à son époque par sa très longue durée qui s’explique par les travaux des champs nécessaires qui s’échelonnent de juin à septembre. D’ailleurs, en 1906, des ouvriers poursuivront aussi une grève de quatre mois en milieu agricole à Saint-Jean-en-Royans. Mais les ouvriers de Revol n’avaient aucune revendication salariale. Ils n’ont fait que soutenir un camarade licencié. En réalité, cette grève est la conséquence des crispations inévitables dans un contexte tendu où les communistes anticléricaux s’affrontent aux républicains soutenant l’église.
Cette grève aura plusieurs conséquences importantes, comme l’essor que prend la manufacture Delaunay et l’adoption de la technique du moulage par l’entreprise Revol qui attire des ouvriers de la région de Digoin.